# 阿納德爾低地

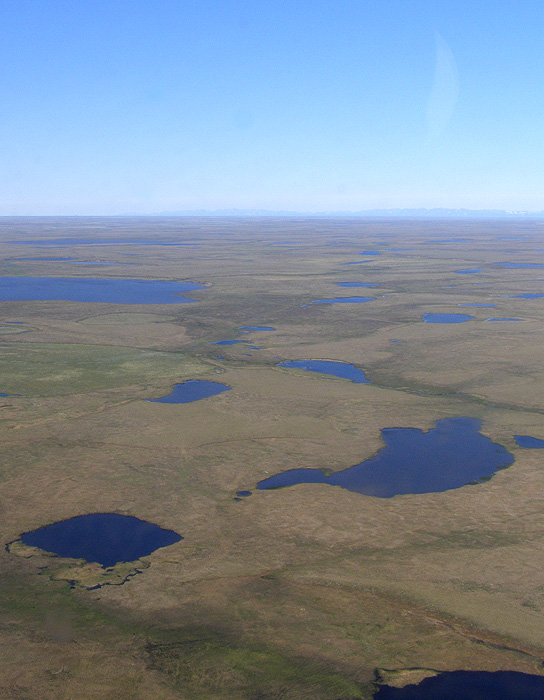

阿納德爾低地是俄羅斯的低地，由楚科奇自治區負責管轄，南北端和東西端分別相距270公里和100公里，受北極氣候影響，該地區人煙稀少，阿納德爾位於河口處。

## 參看
- 阿纳德尔河
- 阿纳德尔湾